# 暹羅代天宮
暹羅代天宮位於泰國的中部的北欖府之直轄縣的挽蒲邁區，是一棟建於1992年的宏偉台灣宮殿式建築的廟宇，供奉分靈自南鯤鯓代天府的五府千歲，且為代天府在泰國的開基廟，已分靈出位在董里府的泰南代天宮。
該廟與臺灣關係密切，除南鯤鯓母廟之外，亦與臺灣大里福興宮（1993年10月6日）、高雄代天宮（1993年10月6日）、臺北鎮南宮（1993年10月6日）、板橋鎮北宮（1998年5月18日）締約，且與板橋北天宮亦有友好關係。

## 沿革
暹羅代天宮的起源可追溯至1976年農業工程師蔡正雄因業務關係而將王爺信仰介紹給當地臺灣裔泰國人領袖鄭景耀，當時鄭景耀遇上了一些商業上的問題，信仰王爺之後好轉，因而有迎請神像之想法。經過南鯤鯓代天府委員會討論後，同年11月上旬鄭景耀組團迎請神像，完成分靈後，於7日返回泰國。最初因尚未組織分靈管理委員會，故先於鄭宅舉行安座大典，但神像在鄭宅之中對其他信眾來說不便參拜，所以1978年在臺灣泰國會館前主席葉福森與前副主席賴南興協商下，將神像移請至臺灣泰國會館成立臨時宮。而在臨時宮成立的同一年，由林炳煌在6月7日向泰國政府註冊成立「泰國五王爺聯誼籌備委員會」，由葉福森擔任首任主委，成員共28人，後來在1980年時，正式成立「暹羅代天宮管理委員會」，逐漸由私廟變為公廟。
1986年林炳煌欲捐獻北欖府直轄縣挽蒲邁區5公頃的土地供建廟使用，而鄭景耀亦欲捐獻在春府的一塊地作為廟地，後擲筊決定今廟址。1987年土地過戶之後，於1988年2月23日舉行動土典禮，5月時開工。此外為了建立聯外道路，更由張長春、賴敏智合資建築「樹旺長春橋」，1990年賴南興擔任建廟主委時又建了南興橋。1990年6月27日，南鯤鯓代天府副主委陳良太率眾前來舉行「定點分金」之禮，而後同年10月又購置6萊（1萊＝480坪）地以使廟地更完整，並於隔年6月開工進行下一階段工程。
到了1992年1月3日，王爺神像自臺灣會館遷至新廟臨時行宮，並於當年11月27日舉行「開廟門」及入火晉殿安座盛典。之後主體建築到了1995年才建築完成，所耗的1億6000萬元中，南鯤鯓代天府捐助了548萬元，而在同一年並舉行了兩次曼谷市區的出巡活動。2000年12月5日為慶祝國王蒲美蓬73歲生日，又於曼谷舉行出巡活動。2002年3月18日（二月初五）分靈出董里府泰南代天宮，且於同年12月9日舉行謝土祈安大典。2003年完成大牌樓，隔年12月13至18日舉行6天的三朝祈安清醮大典。

## 建築
暹羅代天宮在建築設計上仿自南鯤鯓代天府的建築特點，同樣具有大山門、拜亭與歇山重簷正殿。但暹羅代天宮又用「仿捲棚帶正脊」的四周迴廊，將建築圍成半封閉式的三進院落；多種建築元素匯聚，屬於典型的現代台灣宮廟風格廟宇。正殿主祀五府千歲，後殿主祀觀音佛祖，三川殿左為中軍府，右為城隍殿，而左邊廂房是辦事處，右邊廂房則是會議室，廟後闢有園林，此外亦建有供奉萬善爺的萬善堂，並在金爐前設有一座泰式地主神龕，是泰國文化傳統，也彰顯宗教融合。

## 管理委員會
管理委員會設永遠名譽董事長三名、名譽董事長三名、顧問七名、顧問兼監事長一名、董事長一名、副董事長十三名、副董事長兼總務一名、副董事長兼中泰文秘書一名、常務董事兼秘書一名、常務董事兼財政一名、常務董事兼副財政二名、常務董事十一名、董事二十五名。

## 祭祀活動
暹羅代天宮主要的祭祀活動是正月初九拜玉皇大帝、主神生日團拜以及每年4月至南鯤鯓代天府的進香。此外目前代天宮在1995年6月9日、12月5日分別為慶祝泰國王登基50週年以及泰國國王蒲美蓬生日而出巡曼谷，而2000年12月5日時為慶祝國王73歲生日，又於曼谷舉行出巡活動。2004年農曆十一月初二至初七的三朝祈安清醮大典，則以祈求泰國王陛下聖壽無疆與泰國王后陛下72大壽舉國歡騰，以及慶祝暹羅代天宮落成建宮12年的名義舉行。而為了配合泰國的習俗，代天宮亦參與農曆九月初一至初九「九皇盛會」（九皇齋）等活動。

## 外部連結
- 南鯤鯓代天府官方網站 （页面存档备份，存于）